# 默里迪恩 (愛達荷州)
默里迪恩（英語：Meridian）是一個位於美國愛達荷州埃達縣的城市。

## 地理
默里迪恩的座標為43°36′51″N 116°23′56″W / 43.61417°N 116.39889°W，而該地的平均海拔高度為794米（即2606英尺）。

## 人口
根據2010年美國人口普查的數據，默里迪恩的面積為77.15平方千米，當中陸地面積為76.99平方千米，而水域面積為0.16平方千米。當地共有人口75092人，而人口密度為每平方千米973.32人。